# William Henry Hill (Politiker, 1767)

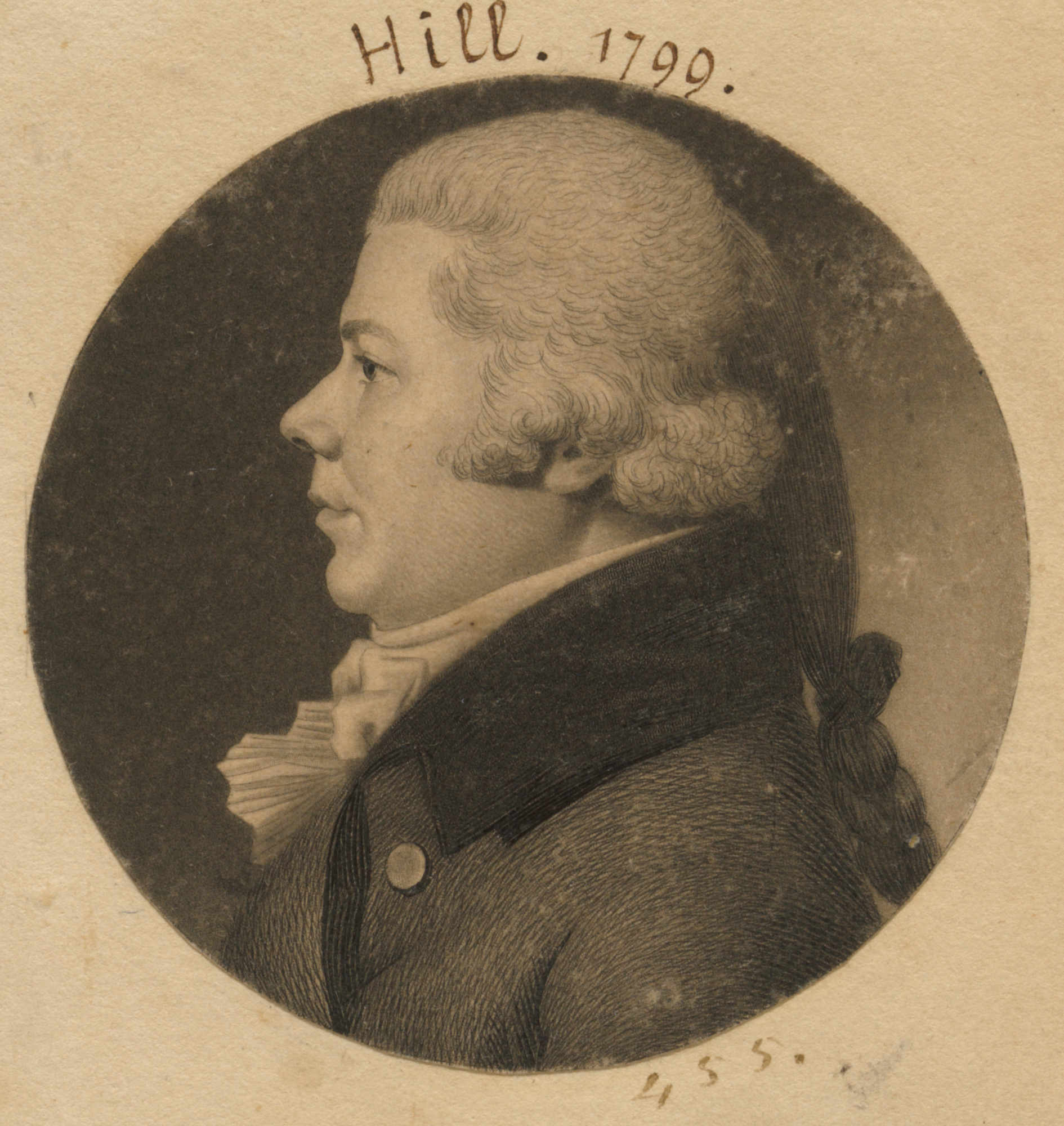

William Henry Hill (* 1. Mai 1767 in Brunswick, Province of North Carolina; † 1809 bei Wilmington, North Carolina) war ein US-amerikanischer Politiker. Zwischen 1799 und 1803 vertrat er den Bundesstaat North Carolina im US-Repräsentantenhaus.

## Werdegang
William Hill besuchte die öffentlichen Schulen in Boston und betätigte sich danach in der Landwirtschaft. Nach einem anschließenden Jurastudium in Boston und seiner Zulassung als Rechtsanwalt begann er in diesem Beruf zu arbeiten. Im Jahr 1790 wurde er von Präsident George Washington zum Bundesstaatsanwalt für North Carolina ernannt. Dort begann er auch eine politische Laufbahn. Im Jahr 1794 wurde Hill in den Senat von North Carolina gewählt. Ende der 1790er Jahre schloss er sich der von Alexander Hamilton gegründeten Föderalistischen Partei an.
Bei den Kongresswahlen des Jahres 1798 wurde Hill im sechsten Wahlbezirk von North Carolina in das zu diesem Zeitpunkt noch in Philadelphia tagende US-Repräsentantenhaus gewählt, wo er am 4. März 1799 die Nachfolge von James Gillespie antrat. Nach einer Wiederwahl konnte er bis zum 3. März 1803 zwei Legislaturperioden im Kongress absolvieren. Im Jahr 1800 zog dieser in die neue Bundeshauptstadt Washington, D.C. Zwischenzeitlich war Hill im Jahr 1801 kurz vor dem Ende der Amtszeit von Präsident John Adams zum Bundesrichter für North Carolina berufen worden. Dieses Amt konnte er aber nicht antreten, weil Adams’ Nachfolger Thomas Jefferson diese Ernennung umgehend widerrief.
Nach seinem Ausscheiden aus dem US-Repräsentantenhaus im März 1803 kehrte William Hill auf sein Anwesen nahe Wilmington zurück, wo er in der Landwirtschaft arbeitete. Dort ist er im Jahr 1809 auch verstorben; sein genaues Sterbedatum ist unbekannt.